# گمینا وابونگه
گمینا وابونگه (به لهستانی:  Gmina Łabunie) یک گمینا در لهستان است که در شهرستان زاموشتش واقع شده است. گمینا وابونگه ۸۷٫۴۸ کیلومتر مربع مساحت و ۶٬۲۹۵ نفر جمعیت دارد.